# Krautiger Backenklee
Der Krautige Backenklee (Lotus herbaceus (Vill.) Jauzein, Syn.: Dorycnium herbaceum Vill.) ist eine Pflanzenart aus der Gattung Hornklee (Lotus) in der Unterfamilie der Schmetterlingsblütler (Faboideae).

## Beschreibung

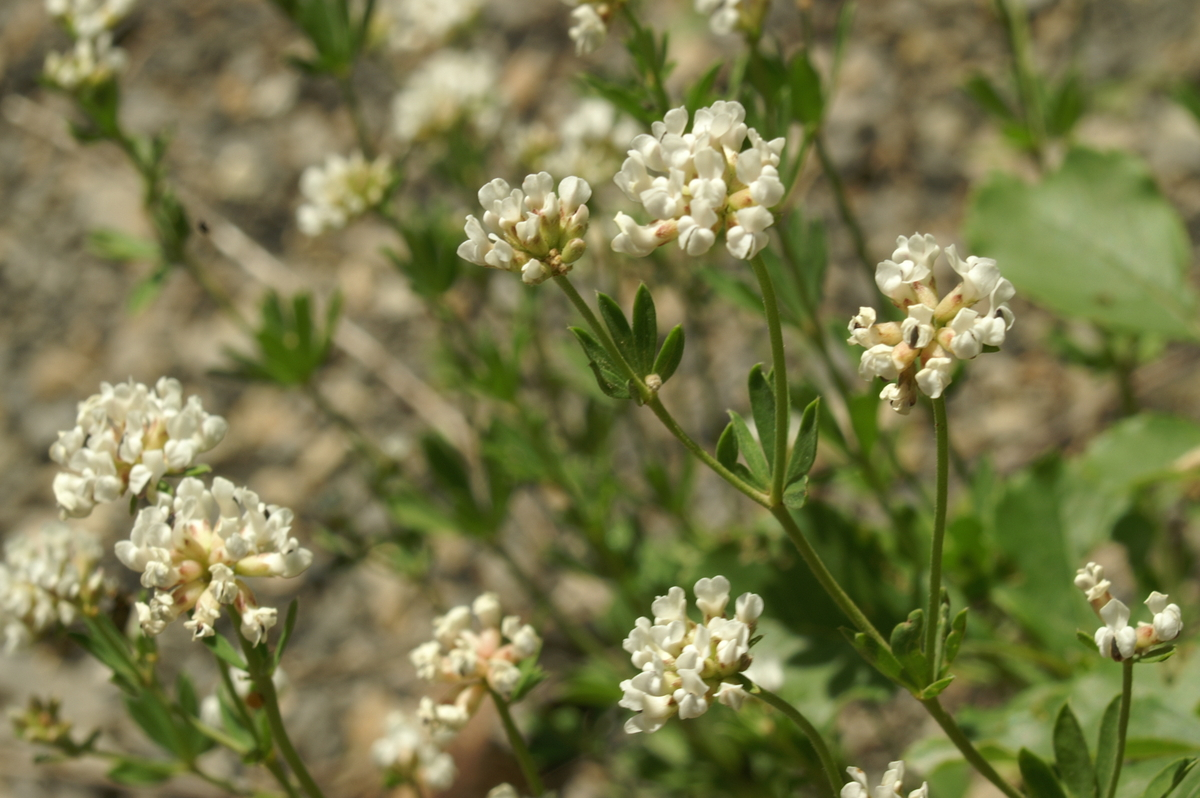
Blütenstände

### Vegetative Merkmale
Der Krautige Backenklee wächst als ausdauernde krautige Pflanze und erreicht Wuchshöhen von bis zu 50 Zentimetern. Die aufrechten oder niederliegenden Stängel sind relativ zart. Die wechselständig am Stängel angeordneten Laubblätter wirken fünfteilig, setzen sich aber aus drei kleeartigen Teilblättern und zwei Nebenblättern zusammen. Die locker abstehend behaarten Teilblätter sind bis zu 6 mm breit und bis zu 18 mm lang.

### Generative Merkmale
12 bis 25 Blüten sind in einem köpfchenförmigen Blütenstand vereint. Der Blütenstiel ist kurz.
Die zwittrigen Blüten sind zygomorph und fünfzählig mit doppelter Blütenhülle. Der spärlich kurz behaarte Kelch ist bis zu 2 mm lang. Die fünf weißen Kronblätter stehen zu einer Blütenkrone mit der typischen Form der Schmetterlingsblütler zusammen, die 5 bis 7 Millimeter lang ist.
Die relativ schmale Hülsenfrucht weist eine Länge von bis zu 4,5 mm auf und ist in Längsrichtung runzlig.
Die Chromosomenzahl beträgt 2n = 14.

## Ökologie
Die Samen werden beim Aufspringen der Hülsenfrucht bei Sonnenschein mit großer Gewalt fortgeschnellt, wobei ein eigentümliches Geräusch entsteht.

## Vorkommen
Das Verbreitungsgebiet des Krautigen Backenklees reicht von Frankreich und Tschechien über Südeuropa bis in den Kaukasusraum.
Der Krautige Backenklee wächst an Straßenböschungen, Waldrändern und trockenen Wiesen. Häufig sieht man viele Stängel dicht beieinander stehen. Er gedeiht von der Hügelstufe bis in die untere montane Stufe.
In Mitteleuropa gedeiht er in Pflanzengesellschaften der Ordnung Origanetalia, in Südeuropa in denen der Ordnung Rosmarinetalia.
Die ökologischen Zeigerwerte nach Landolt et al. 2010 sind in der Schweiz: Feuchtezahl F = 1 (sehr trocken), Lichtzahl L = 3 (halbschattig), Reaktionszahl R = 5 (basisch), Temperaturzahl T = 5 (sehr warm-kollin), Nährstoffzahl N = 2 (nährstoffarm), Kontinentalitätszahl K = 3 (subozeanisch bis subkontinental).

## Taxonomie
Die Erstveröffentlichung erfolgte 1779 als Dorycnium herbaceum durch Domínique Villars in Prospectus de l'Histoire des Plantes de Dauphiné, 44. Dorycnium herbaceum wird von manchen Autoren als Unterart von Dorycnium pentaphyllum Scop. aufgefasst. Die Neukombination zu Lotus herbaceus (Vill.) Jauzein erfolgte 2010 durch Philippe Jauzein in Biocosme Mésogéen, Volume 27, Issue 4, S. 122. Ein Isonym ist Lotus herbaceus (Vill.) Peruzzi, das erst etwas später, am 31. Dezember 2010, durch Lorenzo Peruzzi in Informatore Botanico Italiano; Bolletino della Societa Botanica Italiana. Florence, Volume 42, Issue 2, S. 528 veröffentlicht wurde.